# 大社車站
大社車站（日语：／ Taisha eki */?）是一個位於日本島根県簸川郡大社町（今已併入出雲市），曾由西日本旅客鐵道（JR西日本）經營過的已廢車站。在1990年4月1日伴隨大社線的廢線而一同廢站之前，本站曾是該路線的終點站與旅客造訪出雲大社的主要進出玄關。

## 簡介
大社車站在廢站當時，站內配置有島式與單式月台各一座，共三條乘車線外加一條調度用、無月台的留置線。由於就位在出雲大社的山腳下，雖然只是個地方交通線的終點站，卻有許多服務長途旅客的優等列車停靠，包括1951年至1961年間由東京發車的長途臥舖急行列車「出雲」之部分班次（該列車通常的終點站是在出雲市），之後則有行駛在名古屋至大社間的急行「大社」 與京都、大阪至大社間的急行「大山」，直到1980年代時這些停靠大社的長程列車才陸續減班、裁撤。也因為這樣的背景，大社車站擁有一般地方支線車站少見的較長月台配置。

## 相鄰車站
西日本旅客鐵道
大社線
荒茅－大社